# جون بارفيلد
جون بارفيلد (بالإنجليزية: John Barfield)‏ هو لاعب كرة قاعدة أمريكي، ولد في 15 أكتوبر 1964 في باين بلاف في الولايات المتحدة، وتوفي في 24 ديسمبر 2016 في ليتل روك في الولايات المتحدة.

## وصلات خارجية
- جون بارفيلد على موقع دوري كرة القاعدة الرئيسي (الإنجليزية)
- جون بارفيلد على موقعبيزبول رفرنس.كوم (الدوري الرئيسي) (الإنجليزية)
- جون بارفيلد على موقعبيزبول رفرنس.كوم (الدوري الثانوي) (الإنجليزية)
- جون بارفيلد على موقع إي إس بي إن.كوم (أم.أل.بي) (الإنجليزية)
- جون بارفيلد على موقع مشجعي الرسوم البيانية (الإنجليزية)